# Pat Iannone
Patrick Nicholas Iannone (Fruitvale, 9 febbraio 1982) è un ex hockeista su ghiaccio canadese naturalizzato italiano, di ruolo attaccante.

## Biografia
Iannone è figlio d'arte: il padre Patrick Dell fu un giocatore di hockey su ghiaccio, ed anch'egli giocò a lungo nel campionato italiano e nella Nazionale azzurra.

## Carriera

### Club
Iannone nacque in Canada da padre italo-canadese e crebbe hockeisticamente in Nord America. Si trasferì in Italia molto giovane, nel 2003, riuscendo a farsi notare nei Mastini Varese con i quali rimase per due anni.
Dopo aver giocato la stagione 2005-2006 con l'Asiago Hockey, passò nelle due successive stagioni con i Milano Vipers. A seguito dello scioglimento della formazione lombarda nel 2008, Iannone si trasferì per un anno all'HC Val Pusteria.
A partire dalla stagione 2009-2010 si trasferì all'HC Valpellice, dove per un anno ricoprì il ruolo di capitano.
Nell'autunno del 2011 militò nell'Ice Hockey Aquile FVG di Pontebba riuscendo, dopo una stagione sorprendente, a centrare i playoff.
Nel luglio del 2012 fece ritorno all'HC Val Pusteria, con i quali pose termine alla sua carriera.

### Nazionale
Iannone, con la Nazionale italiana, esordì nel 2004, conquistando per due volte il titolo della Prima Divisione nel 2009 e 2011. Nel 2013 contribuì in maniera decisiva, grazie alle sue reti, alla promozione della Nazionale nel Gruppo A. 
Prese parte inoltre a tre mondiali di Gruppo A: nel 2008, 2010 e 2012.

## Palmarès

### Nazionale
- Campionato mondiale di hockey su ghiaccio - Prima Divisione: 2

Polonia 2009, Ungheria 2011

### Individuale
- Miglior attaccante del Campionato mondiale di hockey su ghiaccio - Prima Divisione: 1

Ungheria 2013
- Miglior percentuale nei Face-Off del Campionato mondiale di hockey su ghiaccio - Prima Divisione: 1

Ungheria 2013 (64,52%)
- MVP del Campionato mondiale di hockey su ghiaccio - Prima Divisione: 1

Ungheria 2013